# Escadaria Selarón

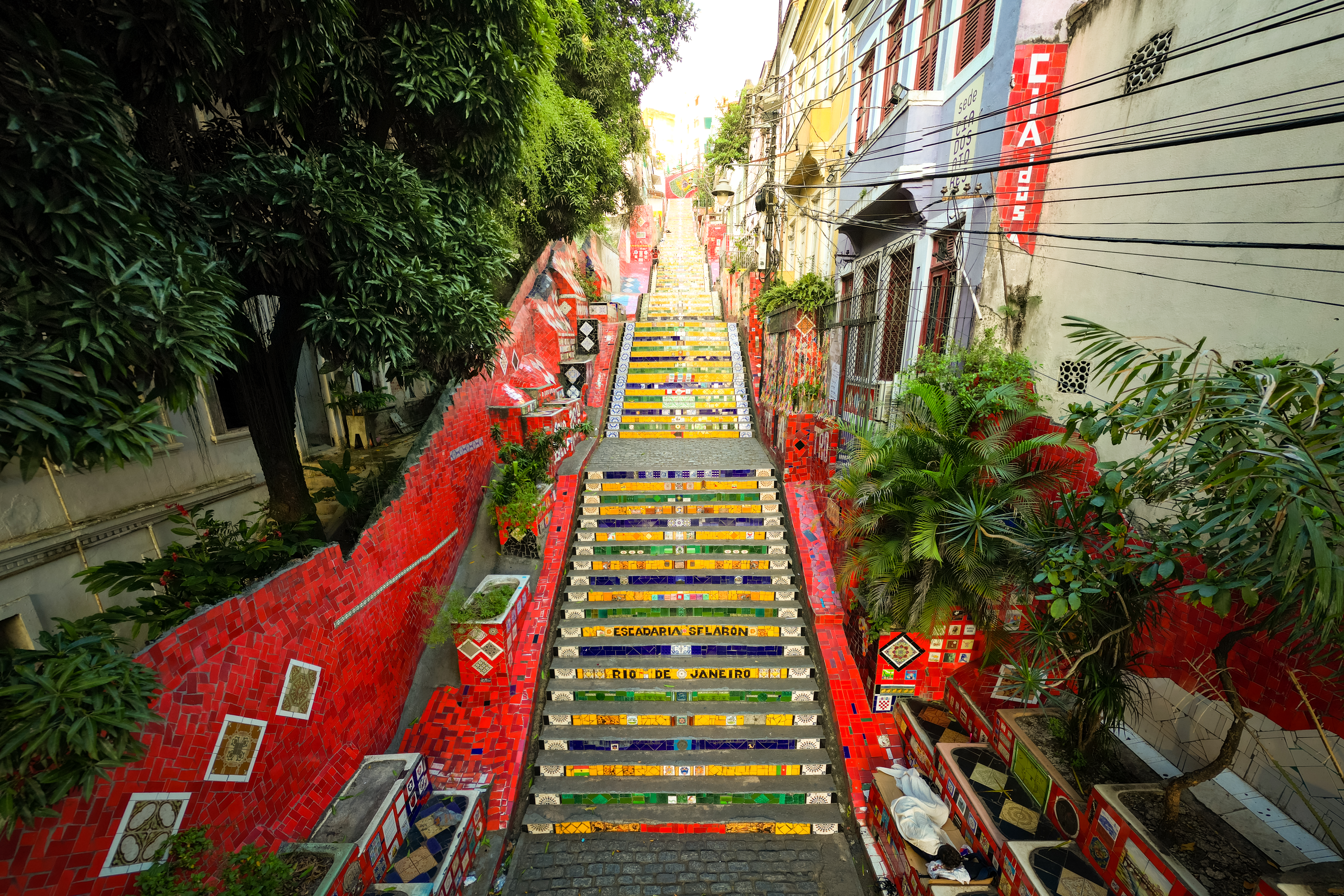
A escadaria em 2024

A Escadaria Selarón é uma obra arquitetônica localizada entre os bairros de Santa Teresa e Lapa, no Rio de Janeiro, Brasil, decorada pelo artista chileno radicado no Brasil de longa data, Jorge Selarón, que declarou-a como uma "homenagem ao povo brasileiro".
A obra do artista chileno é considerada a terceira atração turística mais buscada pelos turistas do Rio de Janeiro, atrás somente do Cristo Redentor e do Pão de Açúcar.

## História
Em 1990, Jorge Selarón começou a renovar alguns degraus da escadaria, que se encontrava em péssimo estado de conservação e que passa em frente à sua casa. No início, os vizinhos zombavam com as combinações bizarras de cores no momento em que ele mesclava os degraus com pedaços de azulejos em azul, verde e amarelo, ou seja, as cores da bandeira do Brasil. Começou por ser um passatempo à sua principal paixão, a pintura, mas logo se tornou uma obsessão. Selarón estava quase sempre sem dinheiro e então vendeu quadros para financiar a sua empreitada. Foi um longo e cansativo trabalho, mas o artista continuou com a obra e finalmente cobriu todo o conjunto de degraus da escadaria em azulejos, cerâmicas e espelhos.

## A escadaria
A Escadaria Selarón, também conhecida como Escadaria do Convento de Santa Teresa e oficialmente como Rua Manuel Carneiro, fica localizada entre os bairros de Santa Teresa e Lapa, na cidade do Rio de Janeiro. Fica a apenas 5 minutos dos Arcos da Lapa. Na escadaria, há duzentos e quinze degraus medindo 125 metros de comprimento, os quais são cobertos por cerca de cinco mil azulejos recolhidos de cerca de 120 países. Mal havia 'concluído' uma parte dos degraus, Selarón iniciou os trabalhos na outra parte, trocando os azulejos constantemente de modo que fosse uma peça de arte sempre em evolução. Selarón considerava a obra como "nunca completa" e sempre afirmava: "Este sonho louco e único só vai acabar no dia da minha morte".
Inicialmente, os azulejos foram retirados de vários canteiros de obras e monte de resíduos urbanos encontrados nas ruas do Rio de Janeiro, mas nos últimos anos a maioria dos azulejos foram doados a Selarón pelos visitantes de todo o mundo. Dos mais de 2 000 azulejos, cerca de 300 são pintadas à mão por Jorge Selarón retratando uma mulher africana grávida. Selarón não comentou sobre isso, exceto ao dizer que era um "problema pessoal do meu passado".
Em maio de 2005, a escadaria foi tombada pela prefeitura da cidade e Selarón recebeu o título de cidadão honorário do Rio de Janeiro.
Há também outras obras em mosaico feitas por Selarón perto dos Arcos de Lapa.
A escadaria abriga projetos culturais, com destaque para Casa da Escada Colorida (centro de artes independente, com um programa de residência artística e ateliês, com exposições de artes visuais, cursos e cineclube) e Cia dos Atores (companhia teatral carioca, formada por Cesar Augusto, Gustavo Gasparani, Marcelo Olinto, Marcelo Valle, Susana Ribeiro e Bel Garcia (in memoriam)).

## Jorge Selarón
Jorge Selarón nasceu na comuna de Limache, no Chile, em 1947. Viajou, viveu e trabalhou como pintor e ceramista em mais de cinquenta países ao redor do mundo antes de chegar e decidir se radicar no Rio de Janeiro em 1983. Começou a renovar os degraus por capricho em 1990. Muitas vezes, seu telefone foi cortado e ele foi ameaçado a ser despejado de sua casa devido a incapacidade de pagar despesas básicas de subsistência. Vendeu muitos quadros e aceitou doações dos moradores e turistas para continuar seu trabalho. Desde 1977, Selarón alegou ter vendido mais de 25 000 retratos, todos com a mesma mulher grávida que financiou principalmente seu trabalho. Foi um trabalho de amor do artista que residia na mesma casa pela escadaria que ele viveu quando começou o trabalho. Ele estava interessado principalmente pela atenção dada a ele por curiosos e turistas. Selerón era visto de vez em quando na escadaria trabalhando ao dia e contava suas histórias em tom de piada à noite. 
Selarón foi encontrado morto carbonizado, por razões desconhecidas, em 10 de janeiro de 2013, na famosa escadaria da Lapa, no centro do Rio de Janeiro.

## Reconhecimento internacional
A obra já foi mencionada em várias revistas famosas, jornais, programas de viagens, documentários e comerciais. National Geographic, American Express, Coca-Cola, Kellogg's, Time e Playboy são alguns dos meios de comunicação que a escadaria tem se destacado.[carece de fontes?] Serviu de cenário para vários clipes musicais, como "Beautiful", do cantor norte-americano de rap Snoop Dogg, além da banda irlandesa de rock U2 com seu "Walk On". Em 2009, a escadaria apareceu no vídeo promocional apresentando à candidatura do Rio de Janeiro como sede dos Jogos Olímpicos de Verão de 2016, com a música tema "A Paixão nos Une". A escadaria foi mostrada na décima oitava temporada do reality show The Amazing Race, onde as equipes foram encarregadas a encontrar um azulejo parecido com um sinal de informação indicada.